# قانون الأطفال (رواية)
قانون الأطفال (بالإنجليزية: The Children Act)‏ هي رواية للكاتب البريطاني إيان ماك إيوان، نشرت في 2 سبتمبر 2014.

## القصة
يشير العنوان إلى قانون الأطفال عام 1989 الذي سنه البرلمان البريطاني، والذي يحدد طرق حماية الأطفال. وتدور الرواية حول القاضية فيونا ماي، والتي تعرض أمامها حالة لمراهق يبلغ من العمر سبعة عشر عاماً يواجه مشكلة سرطان الدم، والتي تتطلب حالته نقل دم عاجل. ومع ذلك يعارض والداه المنتمون إلى شهود يهوه هذا الإجراء الطبي، بسبب انتمائهم الديني. وقضت القاضية ضد مصلحة الطفل.

## التقدير
```
وتُشَبَّه الرواية برواية «
المنزل الكئيب
» 
لتشارلز ديكنز
، بتكوينها وسطورها الافتتاحية.
[
4
]
```

## الفيلم
وتم تحويل الرواية إلى فيلم سينمائي في عام 2017، من إخراج البريطاني ريتشارد إير، بطولة إيما تومسون وستانلي توتشي.